# Centrochelys atlantica
Centrochelys atlantica é uma extinta espécie de tartaruga que viveu no Pleistoceno. Foi registrado pela primeira vez na cratera vulcânica em Sal, Cabo Verde.  Foi inicialmente identificado como semelhante ao existente Testudo calcarata (=Centrochelys sulcata). A espécie já não está presente em nenhuma parte das ilhas de Cabo Verde. Desde então, foi descrita como uma nova espécie, diferenciada de C. sulcata pelo seu tamanho menor e menor robustez. Não parece haver nenhuma evidência de que essa espécie tenha entrado em contato com humanos.